# José Magallanes
José Magallanes war ein uruguayischer Fußballspieler.

## Karriere

### Verein
Mittelfeldakteur Magallanes spielte mindestens 1927 und 1929 für die Rampla Juniors in der Primera División. Mit der Mannschaft gewann er den Meistertitel des Jahres 1927. In der Meisterschaftssaison gehörte er zur Stammformation des Teams.

### Nationalmannschaft
Magallanes war Mitglied der A-Nationalmannschaft Uruguays. Er gehörte überdies dem Kader der Celeste bei der Südamerikameisterschaft 1929 in Argentinien an, bei der Uruguay den dritten Platz von vier teilnehmenden Mannschaften belegte. Im Verlaufe des Turniers kam er in den Begegnungen gegen Paraguay und Peru zum Einsatz.

### Erfolge
- Uruguayischer Meister: 1927